# St. Mariä (Tripkau)

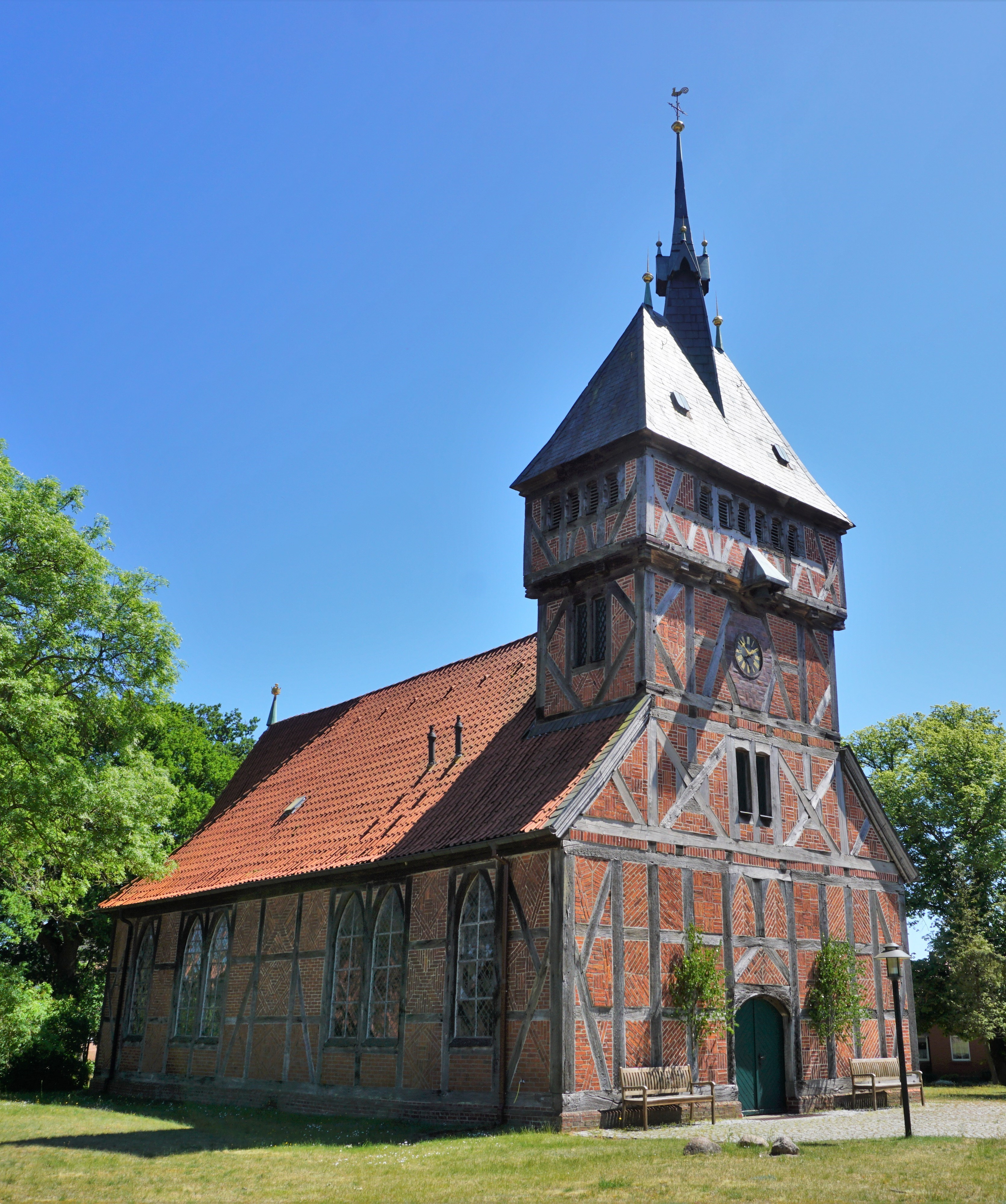
St.-Marien-Kirche in Tripkau

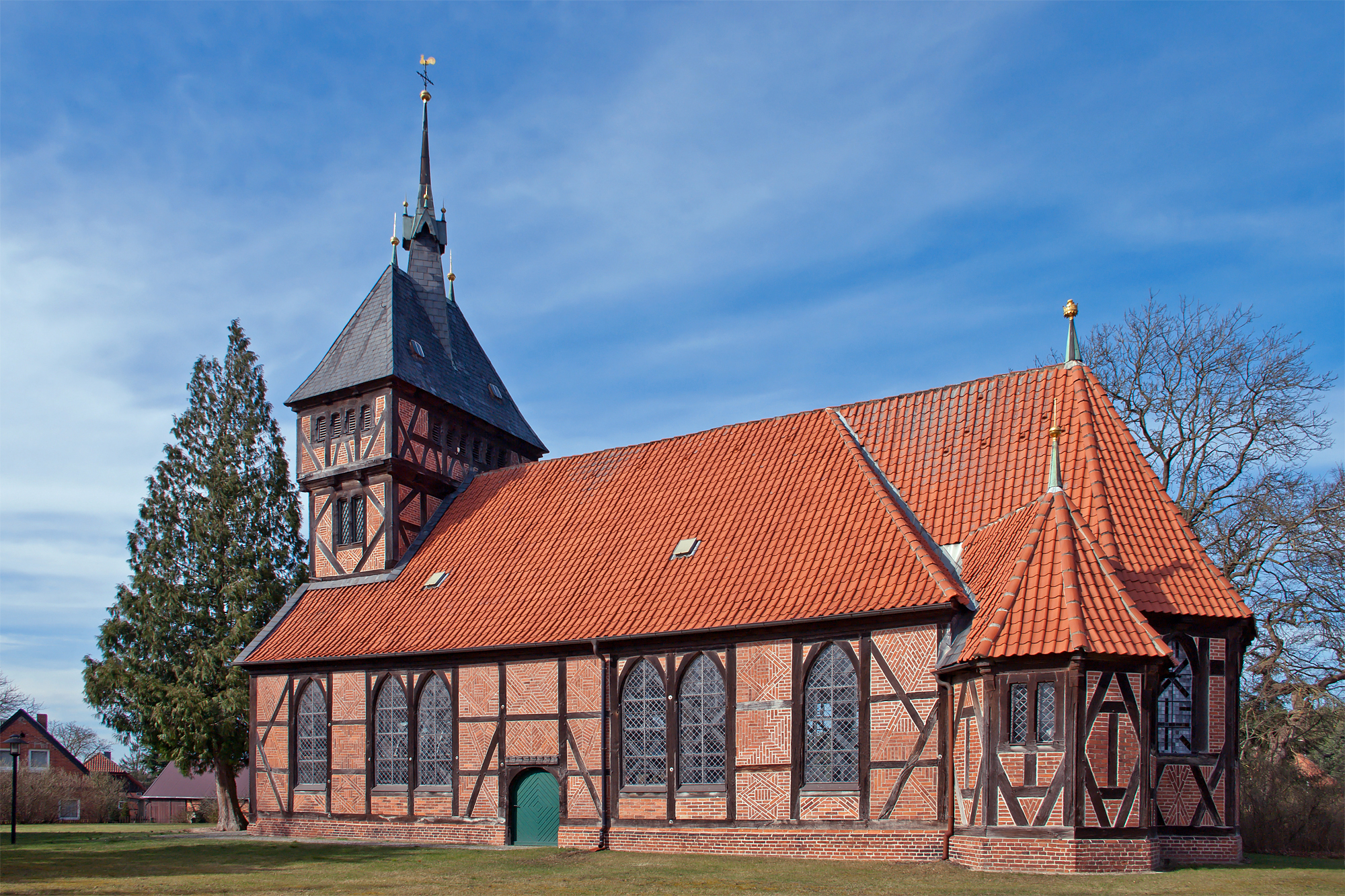
Blick von Südosten auf die Fachwerkkirche

Die evangelisch-lutherische Kirche St. Mariä (auch St.-Marien-Kirche) ist eine Fachwerkkirche in Tripkau im Amt Neuhaus im niedersächsischen Landkreis Lüneburg. Die Kirche wird für ihren modern und ausgefallen gestalteten Innenraum kontrovers diskutiert.

## Lage
Die im Zentrum Tripkaus an der Bundesstraße 195 auf einer kleinen Anhöhe gelegene Kirche ist von einer kreisrunden Rasenfläche mit vereinzelten Bäumen und Büschen umgeben. Im südwestlichen Bereich des Areals befindet sich ein Kriegerdenkmal. Der zugehörige Friedhof befindet sich wenige hundert Meter östlich. Der Zugang zur Kirche erfolgt von der kleinen Gartenstraße über einen von Bäumen gesäumten Weg.

## Geschichte
Der erste Kirchenbau in Tripkau, ebenfalls eine Fachwerkkirche, stammte aus dem Jahr 1618.
Nach einhundert Jahren zeigte sich das Bauwerk in einem schlechten baulichen Zustand und wurde 1757 vom Oberlandbaumeister Otto Heinrich von Bonn durch eine schlichte Saalkirche aus Fachwerk und ohne Turm ersetzt. Dieser Bau, der den Grundstock der heutigen Kirche bildet, musste ebenfalls nach einhundert Jahren aufgrund von Schäden instand gesetzt werden.
Die heutige äußere Gestalt der Kirche entstand 1864. Nach Plänen von Conrad Wilhelm Hase erhielt die Kirche einen Dachreiter sowie einen polygonalen Choranbau mit Sakristei.
Von 1996 bis 1998 erfolgte eine grundlegende Renovierung der Kirche. 1998 wurde der Innenraum durch den Maler und Hochschullehrer Ludwig Ehrler neu gestaltet. Ehrler wurde vom damaligen Pastor und Freund aus Studienzeiten Bernhard Ullrich beauftragt. Die ungewöhnliche Gestaltung machte die Kirche für Touristen interessant, sodass sie zu einer der meistbesuchten Kirchen der Region wurde.
Neben der St. Mariä in Tripkau gehören die St.-Marien-Kirche in Kaarßen sowie die Kirche zu Wehningen zur evangelisch-lutherischen Kirchengemeinde Tripkau im Kirchenkreis Lüneburg der Evangelisch-lutherischen Landeskirche Hannovers.

## Architektur

### Außenbau
Der heutige Bau ist eine in Fachwerkbauweise aus roten Ziegelsteinen errichtete Saalkirche. Der mächtige Dachreiter besticht vor allem durch seine Balkenstruktur und erinnert an einen Wehrturm. Die Westfront des Dachreiters ist mit einer Kirchenuhr aus dem Jahr 1869 ausgestattet. Das Dach des Kirchenschiffs, des Chorraums und der Sakristei ist mit roten Dachziegeln gedeckt.

### Innenraum
Der Innenraum enthält keine Säulen. Direkt über dem Eingang befindet sich eine Empore. Die Orgel steht mittig an der nördlichen Kirchwand. Rechts von dem im Chorraum befindlichen Altar stehen die Empore und ein Taufbecken. Der Fußboden besteht aus Ziegelsteinen. Die Kirche enthält keine festen Bänke, sondern ausschließlich leichte, einfach verschiebbare Stühle. Das Innere wird fast vollständig von wiederkehrenden Kreuzmotiven durchzogen. Die Orgel, die Kanzel und das Taufbecken wurden in ihrem ursprünglichen Zustand belassen.

#### Gestaltung
Ludwig Ehrler füllt die ganze Kirche bis in den letzten Winkel mit einem logisch nüchternen Muster aus Kreuzen. Auf allen Wänden, der Decke, den Emporen und den Türen sind sie gemalt, vor den Fenstern schweben sie als flache Körper aus Eisenblech und im Fußboden liegen sie hellgrau inmitten von roten Ziegeln. Doch Ehrler addiert nicht einfach nur eine Vielzahl von Zeichen in diesem Raum. Die geometrische Anordnung der Kreuze trifft auf die vorhandene Architektur der Kirche. Ihr Skelett – das Fachwerk – bleibt weiß. Es greift somit in den Strom aus Kreuzen ein und fragmentiert es. Dadurch entsteht ein geheimnisvolles Verbergen und Vibrieren, ein vielgestaltiges lebendiges räumliches Gebilde.
Das Ornament erzeugt kein Schweigen, denn alles scheinbare Chaos drängt zur Suche nach der dahinter liegenden Ordnung, alle Orientierungslosigkeit fragt nach dem >Woher< und >Wohin< und alles Stückwerk treibt zur Ergründung von Sinn und Ganzheit. Dieses Drängen, Fragen und Treiben ergibt sich nicht nur in der Kirche in Tripkau – dieses Suchen ist ein Grundprozess der ganzen Kirche Christi und jedes einzelnen Gläubigen. Glauben heißt, im Exodus leben, heißt Altgewohntes verlassen. Nicht ohne Grund schreibt Ehrler in seinen Erläuterungen zum Gestaltungsentwurf: „Dieser sakrale Raum ist keine gemütliche Stube.“ Das suchende Unterwegssein ist kein Sonntagsspaziergang. Wenn Kirche ein Unterwegssein unter dem Kreuz ist, dann zeigt diese überbordende Tripkauer Kreuzesflut, wie fröhlich und kraftvoll sich diese Bewegung darstellen lässt. Durch das gebrochene Kreuzraster verwandelt Ehrler Licht und Spiegelungen, Logik und Statik, Farbe und Form in Rausch und Schweben und schafft so einen Andachtsraum voller Irritation und Festlichkeit.

#### Zusammenhänge zwischen Gestaltung und Theologie
- Die Boden- und Deckenkreuze sind deckungsgleich. Himmel und Erde entsprechen sich an diesem Ort.[11] Es deutet darauf hin, dass sich der Mensch als Geschöpf begreifen darf, dass sein Anfang und sein Ende in Gott weiß. „Von allen Seiten umgibst du mich und hältst deine Hand über mir.“ Psalm 139, 5

- Die Kreuze verlaufen in alle Richtungen schräg. Es ist, als streiche die Struktur der Kreuze ungebunden, kraftvoll durch den Raum und über ihn hinweg. Die Ungebundenheit, die im Kreuzmuster steckt, weist auf etwas Allumfassendes hin gleich dem Heiligen Geist.[12] Die Dynamik im Muster und die Allgegenwart des Rasters deutet darauf hin, dass Gottes Geist und Kraft für jeden da ist und auf alle übergehen wird. „Ihr werdet die Kraft des Heiligen Geistes empfangen, der auf euch kommen wird“. Apostelgeschichte 1, 8

- Das Fachwerk ist weiß gelassen und überdeckt die Kreuzstruktur. Vor oder in das allumfassende Kreuzmuster zeichnet sich die Struktur der Kirche. Dadurch entsteht im Universellen gleichsam ein Abbild dieses Ortes. Das allgemein Objektive (die Kreuzstruktur) bricht sich ins Subjektive (das Fachwerk)[13] – anders gesagt: Die Kraft des Heiligen Geistes, die Kirche Christi, die Liebe Gottes, die es überall auf der Welt gibt, treffen an diesem Ort auf eine konkrete lokale Gemeinde. Die Gestaltung verdeutlicht, dass beides nicht losgelöst voneinander existiert.

Ein zweites wird deutlich: Die weißen Balken sind menschengemacht. Sie tragen das Gebäude. Sie stehen für menschliche Regeln und Taten, für die guten wie die schlechten. Die Kreuzstruktur ist das, was alles Menschliche umarmt und darüber hinausgeht. Alles Menschliche wird in einen Horizont aus Gold gerückt und ermöglicht eine neue Wahrnehmung vom Menschen. „Jetzt erkenne ich stückweise, dann aber werde ich erkennen, wie ich erkannt bin.“ 1. Korinther 13, 12
Ein drittes zeigt die Überlagerung, die Logik und Statik, Farbe und Form in Rausch und Schweben versetzt: Weder das Muster in der Kirche in Tripkau, noch die Gestalt der Kirche Christi, noch das Sein Gottes offenbart sich ein für allemal. Es muss sich auf dem Feld der Geschichte immer wieder aufs Neue selbst auslegen. In der Selbstdeutung Gottes im Buch Exodus wird diese geschichtliche Dimension deutlich. Die Textstelle lässt sich sowohl im Präsens mit „Ich bin, der ich bin“, als auch im Futur mit „Ich werde sein, der ich sein werde“ übersetzen.
- Das Kreuz am Altar ist Ausgangspunkt und Zentrum des Musters. Die Struktur hat ihren Ursprung im Kreuz am Altar.[19] Damit wird alles zu einem Netz, das der Menschenfischer Jesus auswirft und an das sich jeder klammern kann, der die Orientierung im Chaos zu verlieren droht. Für jeden gibt es einen Platz und Frieden.[20]

- Die Kreuze in den drei Chorfenstern sind aus durchsichtig goldgelbem Glas umgeben von milchigem Grund. Diese Kreuze sind die einzigen, durch die ein Blick in die Umgebung möglich ist. Die reale Welt wird vergoldet. Sie verweisen somit auf das zukünftige Leben. Es wird strahlend hell und ist dennoch nur durch das Kreuz zu sehen. Tod und Leid werden nicht aufgehoben – aber sie erscheinen im Licht der Auferstehung. Das Neue und das Alte gelten zugleich, werden nicht aufgehoben, aber verwandelt[21] – wie bereits im Psalm 139,12 steht: „Finsternis ist wie das Licht“!

## Ausstattung

### Orgel

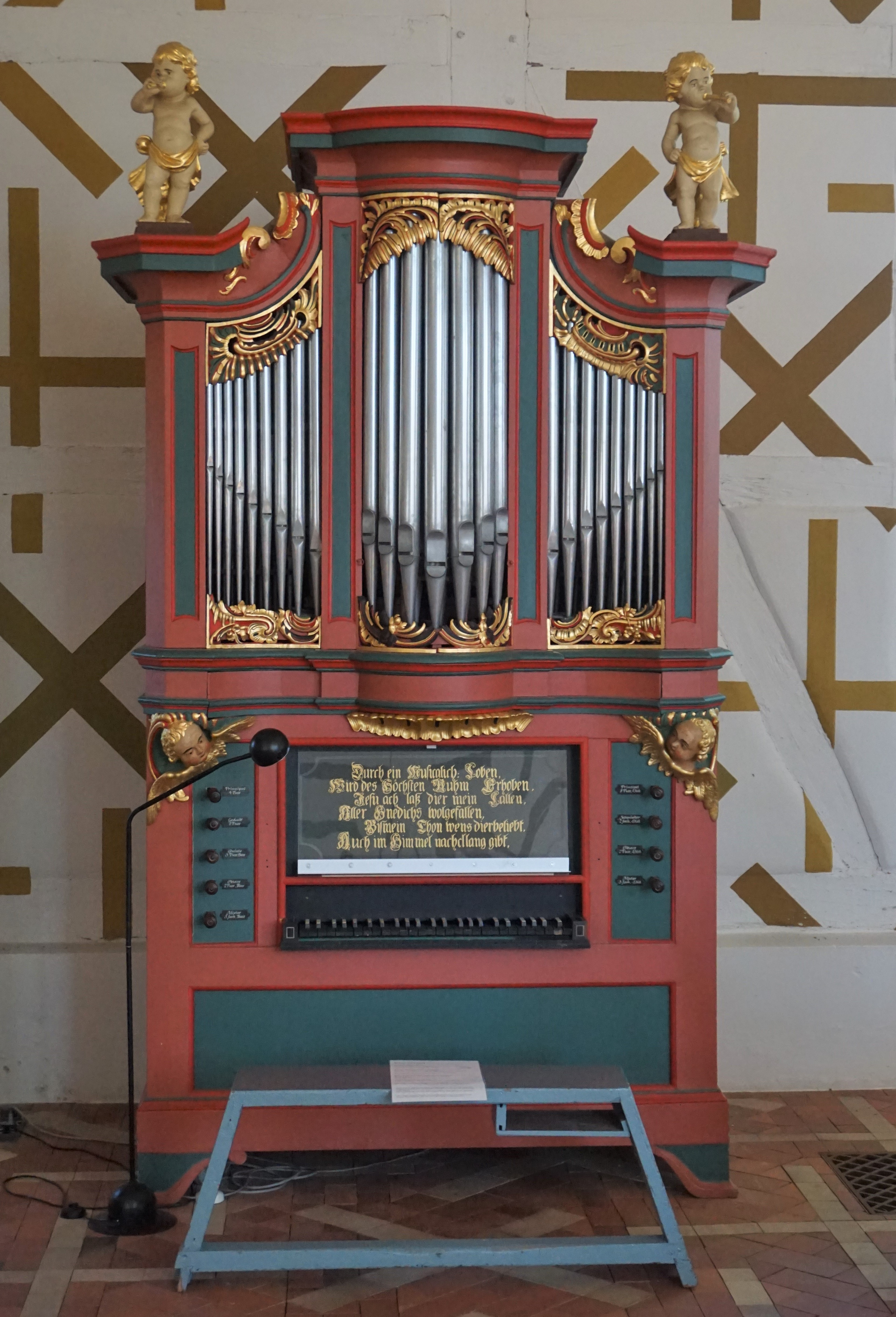
Orgel

Die Kirchenorgel wird von dem Landeskirchenamt Hannover als Denkmalsorgel verzeichnet und kam 1816 in die Kirche, nachdem sie gebraucht in Hamburg gekauft wurde. Hergestellt wurde die Orgel bereits im 18. Jahrhundert. 1978 erfolgte eine Restaurierung der Orgel.

### Geläut
Die größere der beiden Läuteglocken wurde in beiden Weltkriegen eingeschmolzen und 1958 durch eine Eisenhartgussglocke ersetzt. Die kleinere Läuteglocke überdauerte den Zweiten Weltkrieg. Sie wurde von J. J. Radler & Söhne gegossen, hat einen Durchmesser von 60,1 Zentimeter und wiegt 109 Kilogramm. Der Schlagton ist des"-7. Nach unterschiedlichen Angabe wurde sie entweder 1924 oder 1928 gegossen.
2010 wurden zwei neue Bronzeglocken aus der Eifeler Glockengießerei hinzugefügt. Die größere der beiden Glocken hat einen Durchmesser von 92,1 Zentimetern, wiegt 470 Kilogramm und besitzt den Schlagton b'-9. Die kleinere Glocke wiegt hingegen 182 Kilogramm, weist einen Durchmesser von 66,3 Zentimetern auf und hat den Schlagton es"-8.
Die erste Uhrenglocke aus Buntmetall wurde 1942 eingezogen und 1982 durch eine neue Glocke ersetzt.

## Kritik
Die außergewöhnliche Gestaltung des Innenraums war des Häufigeren Gegenstand von Diskussionen. Als unruhig oder sogar Verschandelung werden die wiederkehrenden Kreuzformen kritisiert. Angemerkt wird auch, dass zu wenige Flächen ohne Kreuze versehen seien. Der Innenraum findet jedoch auch positiven Anklang und wird als beeindruckende Gestaltung beschrieben.